# Amorpha canescens
Amorpha canescens är en ärtväxtart som beskrevs av Frederick Traugott Pursh. Amorpha canescens ingår i släktet segelbuskar, och familjen ärtväxter. Inga underarter finns listade i Catalogue of Life.

## Bildgalleri

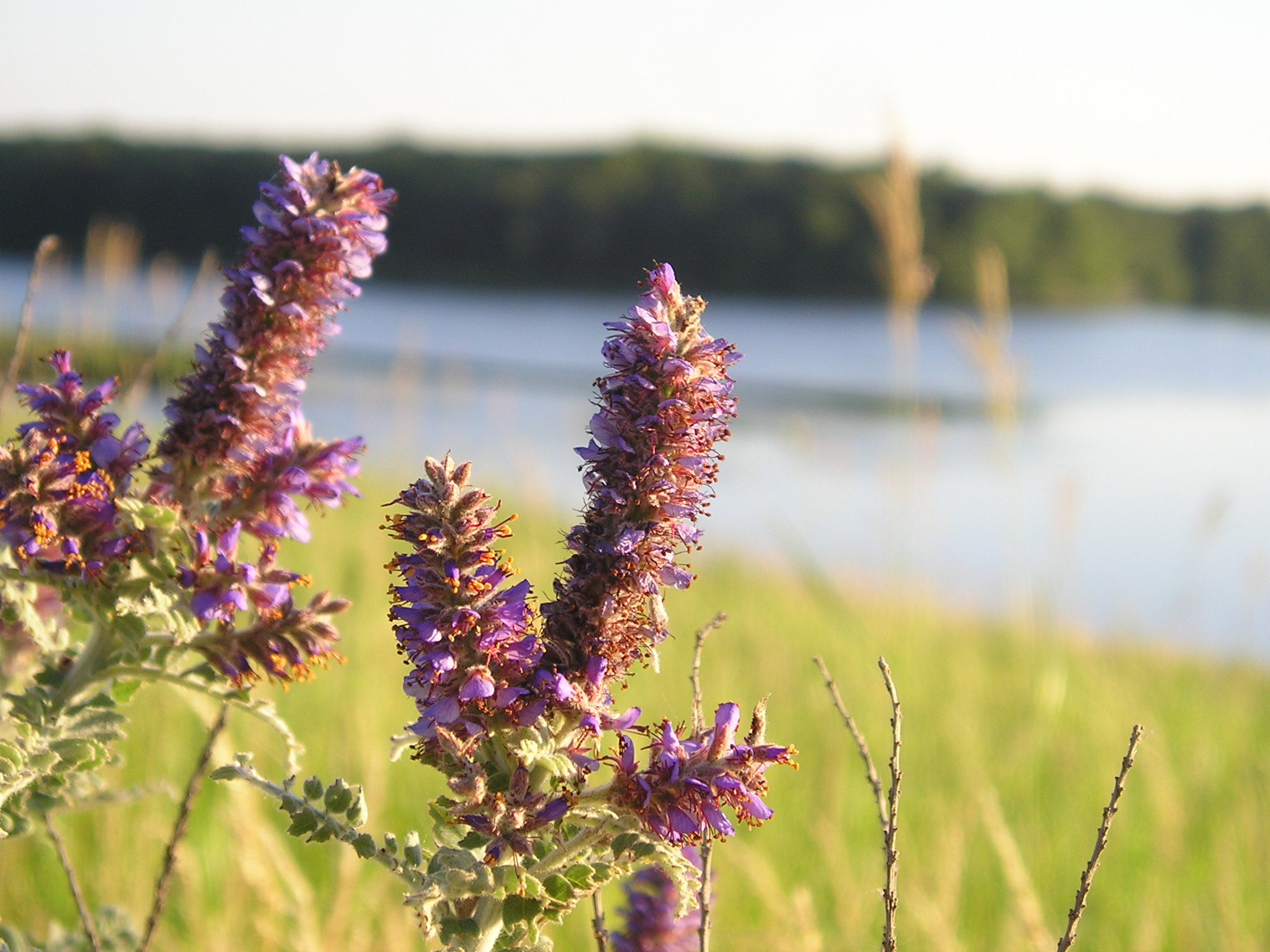
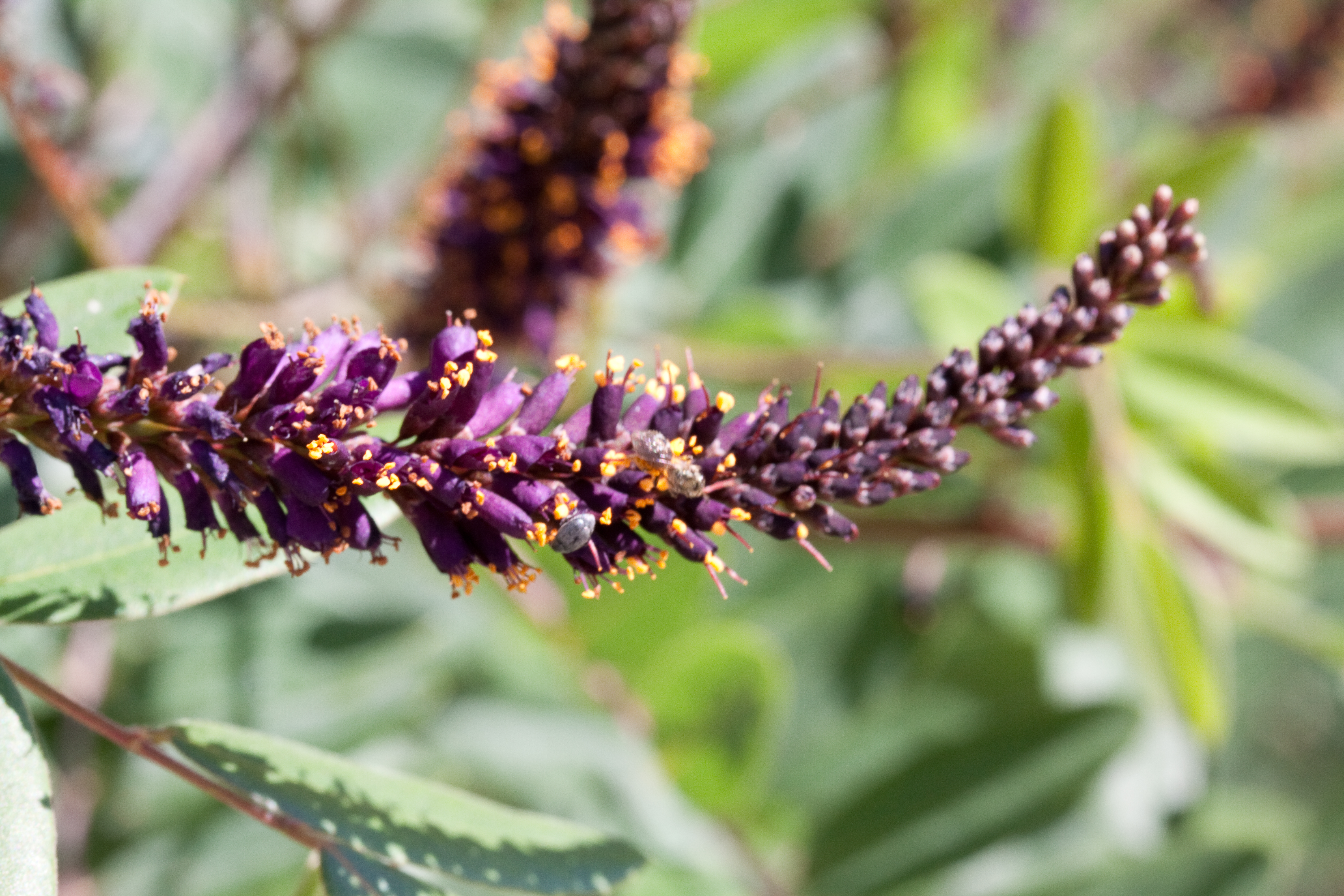
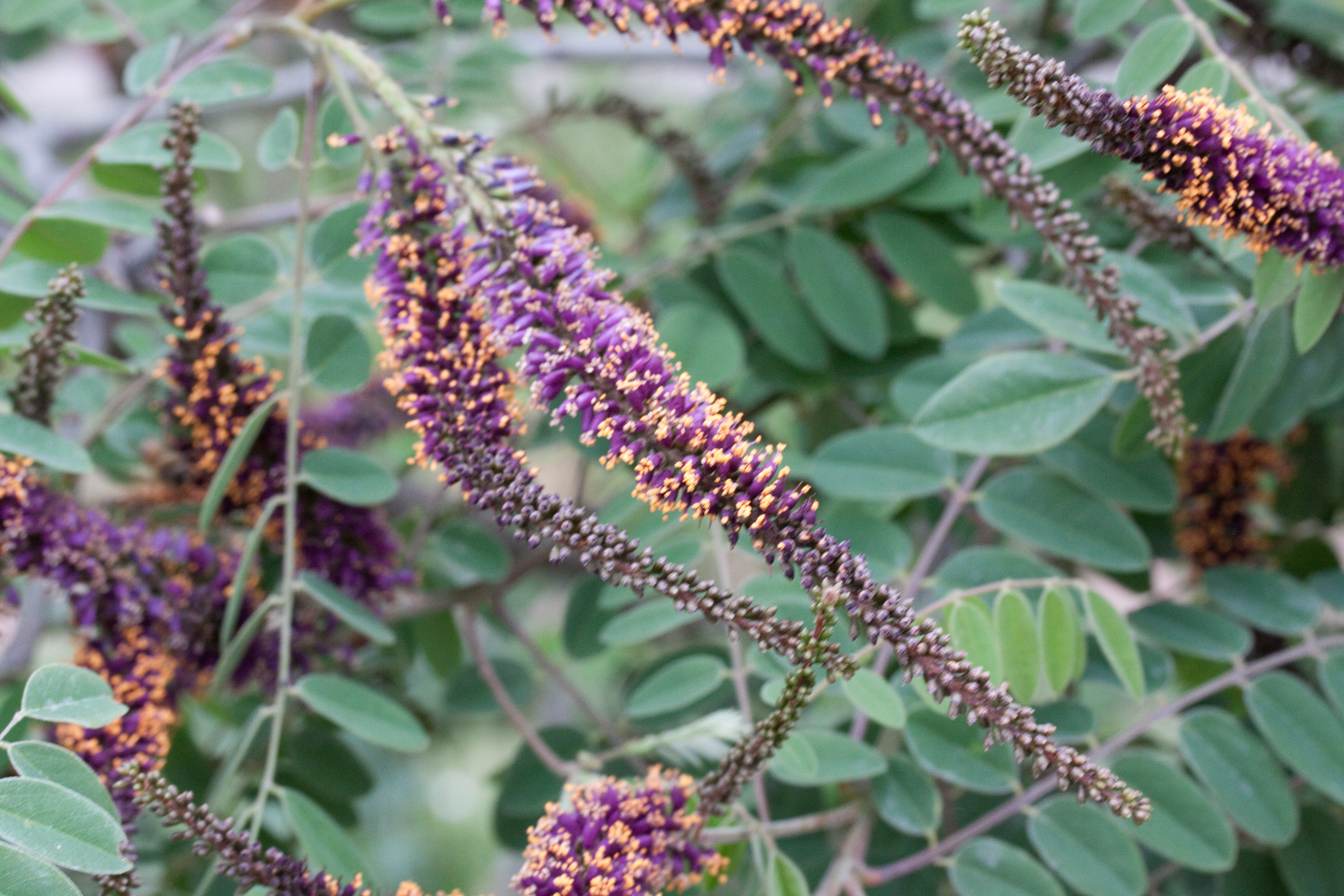
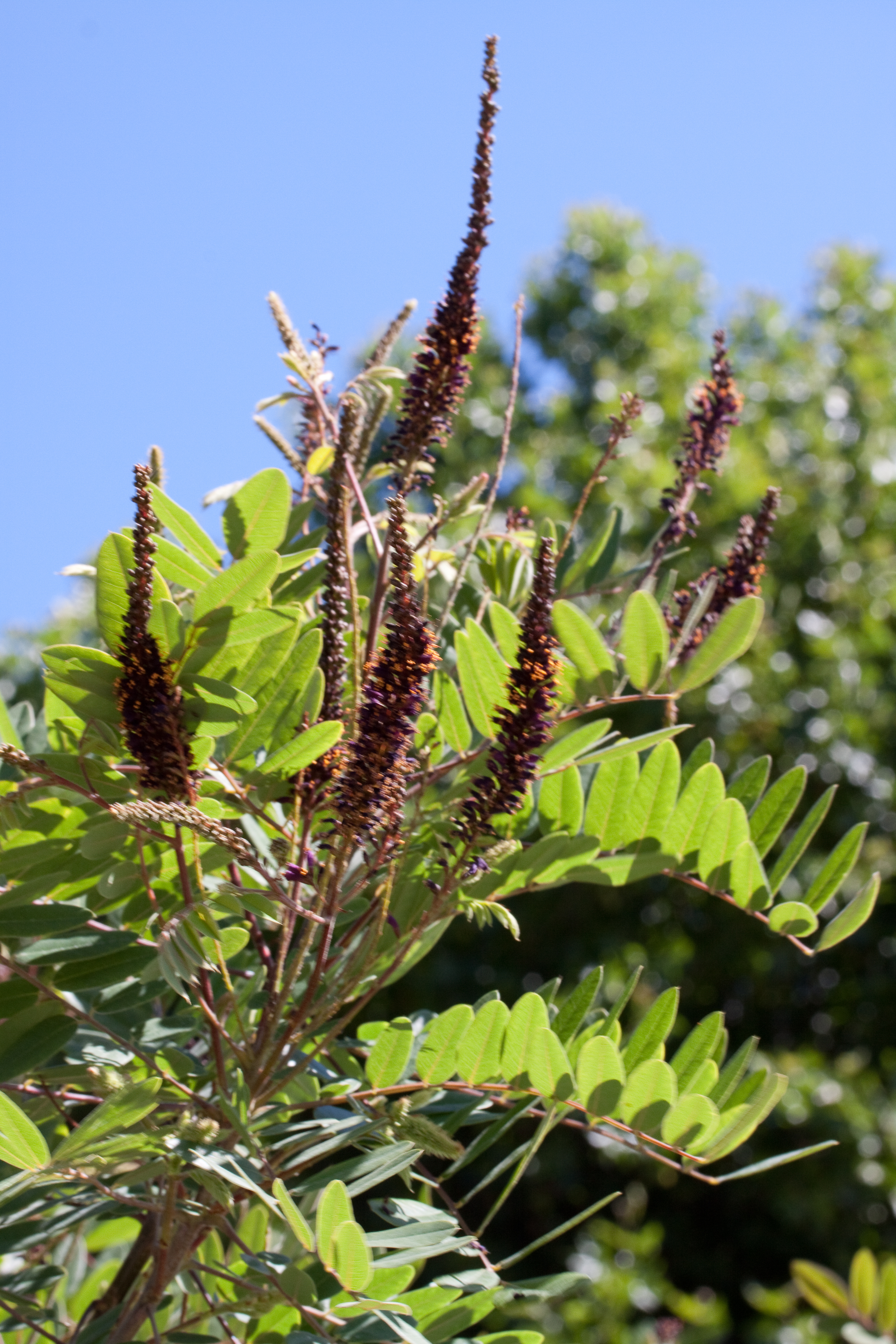
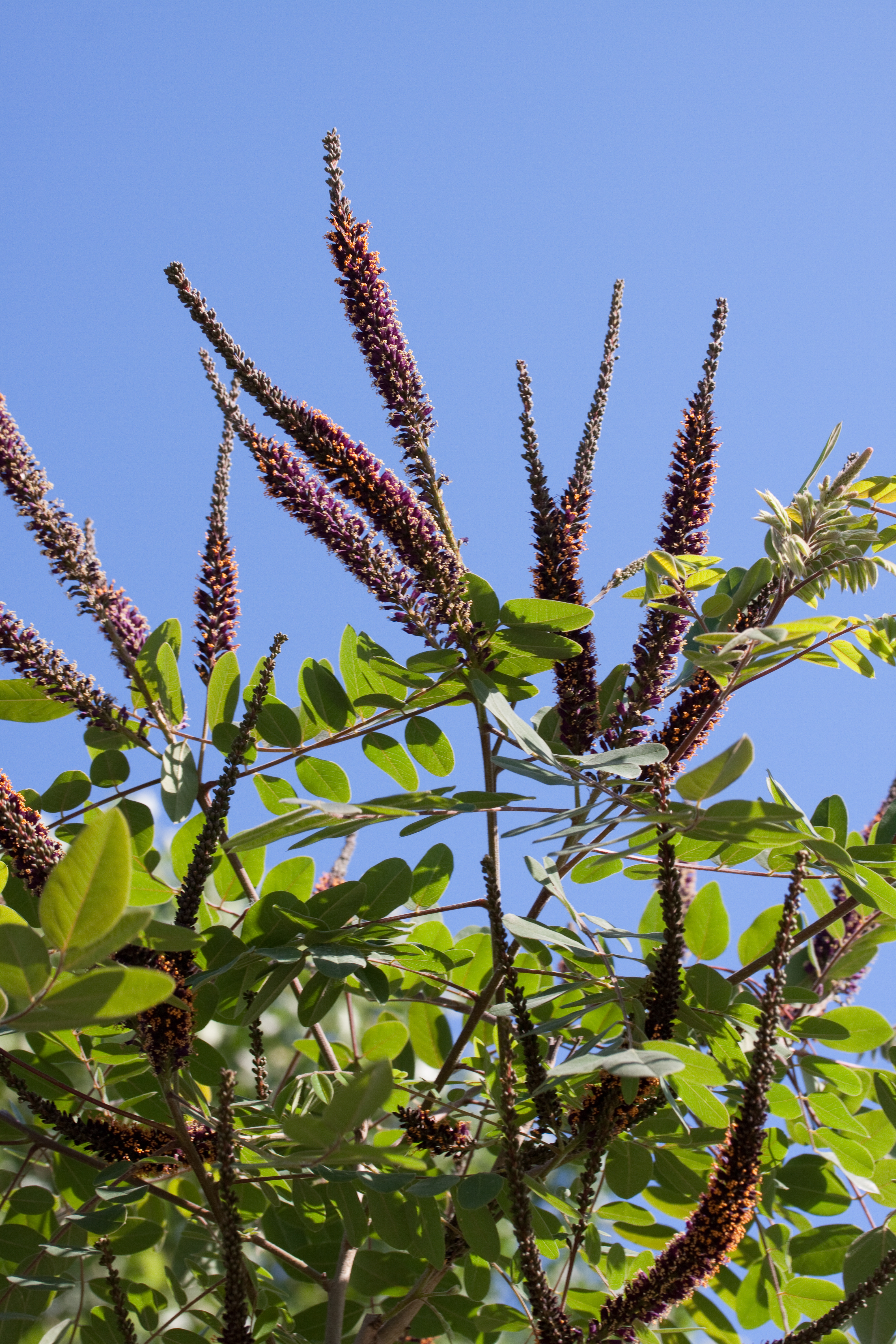
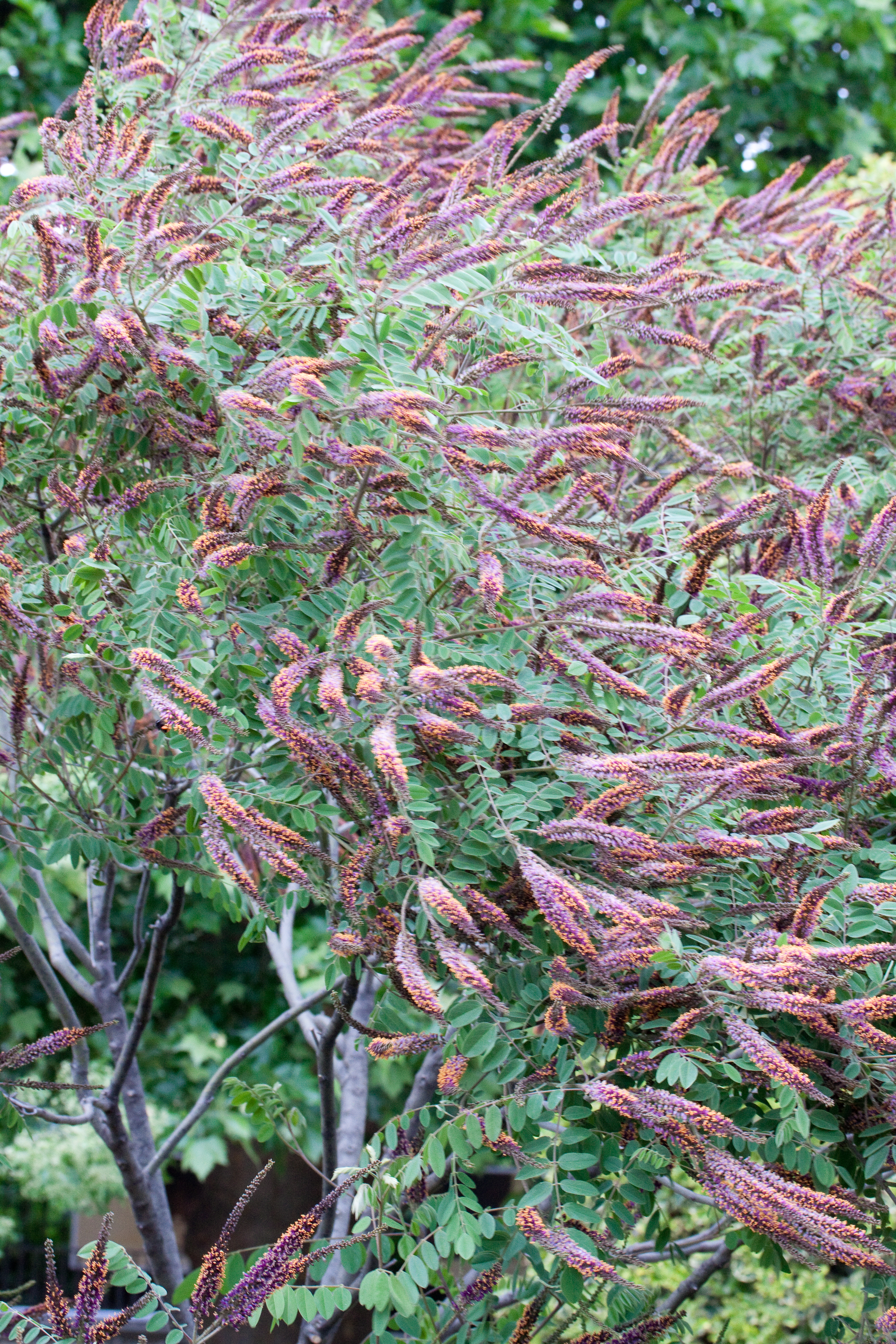